# Муташев, Сагынбек Хайдарович
Сагынбек Хайдарович Муташев (каз. Сағынбек Хайдарұлы Мүташев; род. 25 августа 1966, Джаныбек, Уральская область) — государственный деятель Казахстана, экс-председатель Комитета экологического регулирования и контроля Министерства охраны окружающей среды Республики Казахстан. Также был избран депутатом в 2003 году по 2004 год в Западно-Казахстанский областной маслихат.

## Биография
Родился Сагынбек Хайдарович 25 августа 1966 г. в с. Жанибек, Жанибекский район, ЗКО.
С января 1992 по декабрь 1997 года ведущий инженер, главный специалист, директор центра финансовой ответственности ГКХ «Казахгаз».
С декабря 1997 по декабрь 1998 года гендиректор АО «Уральсктрансгаз».
С декабря 1998 по апрель 1999 года гендиректор госпредприятия «Энергоцентр ЕС-Казахстан» г. Алматы.
С апреля 1999 по октябрь 1999 года президент ОАО «Аксайгазсервис» национальной компании «Казахойл», г. Аксай Бурлинского района ЗКО
С октября 1999 по сентябрь 2000 года советник президента ОАО «Казахгаз», г. Аксай Бурлинского района ЗКО
С сентября 2000 по июнь 2004 года стал президентом компании ОАО «Уральскоблгаз».
С июня 2004 по июль 2005 года в первые стал государственным деятелем, в должности акима Бурлинского района ЗКО.
С июля 2005 по апрель 2008 года аким г. Уральска.
С апреля 2008 года советник акима ЗКО.
С марта 2009 года председатель комитета экологического регулирования и контроля министерства охраны окружающей среды РК.